# アメリカ独立戦争における外交
アメリカ独立戦争における外交（英語: Diplomacy in the American Revolutionary War）では、1776年にアメリカ合衆国が独立を宣言する前から1783年のパリ条約で正式にその独立を認知されるまで、主にヨーロッパ諸国との外交について概説する。遠く大西洋を隔てたヨーロッパとの付き合いは、戦争遂行のためには遠回りであっても重要な影響を与えることが多かった。

## 植民地の外交
アメリカ独立戦争が始まる前は、植民地の領域を越える外交はロンドンで扱われていた。各植民地はイギリスに代理人を置き、植民地間の協議会を設立した。各植民地はヨーロッパの和平解決、インディアン部族との条約などの設定および植民地間の合意事項に従っていた。
1772年から幾つかのアメリカ植民地が通信委員会を結成した。1773年にイギリスの議会が茶法を法制化し、ボストン茶会事件の後では、1774年にボストン港統制法やマサチューセッツ統治法、いわゆる耐え難き諸法を制定した。1775年11月29日、大陸会議は全13植民地の通信委員会を設定し、これが1781年には外交問題担当局になった。

## 和解決議
イギリスの首相フレデリック・ノース卿は、1775年2月20日に可決した和解案を起草することで柄にも無い役割を果たした。これはアメリカ独立戦争の勃発直前に13植民地との和平にこぎつけようとしたものだった。この和解案では、市民政府と司法行政（すなわちいかなる反イギリス反乱に対抗するもの）を共通して防衛にあたり支持を表明する植民地は、通商の規制に必要なものを除き税の支払や義務を免れるというものだった。和解案は各植民地に宛てて作られて送付され、意図的に超法規の存在である大陸会議を無視した。
ノース卿は植民地人の内部分裂を期待し、革命、独立の動き（特に大陸会議によって代表されるものの動き）を弱めようと図った。
この和解案は「あまりに瑣末であまりに遅すぎた」ことが分かった。アメリカ独立戦争は1775年4月19日のレキシントン・コンコードの戦いで始まった。大陸会議は1775年7月31日付けで報告書（ベンジャミン・フランクリン、トーマス・ジェファーソン、ジョン・アダムズおよびリチャード・ヘンリー・リーが起草）を公開し、和解案を拒否した。

## オリーブの枝請願
1775年5月に第二次大陸会議が招集されたとき、大半の代議員はジョン・ディキンソンの求めるイギリス王ジョージ3世との和解を支持した。しかし、ジョン・アダムズが指導する少数派は戦争が避けられないと考えており、沈黙を守った。ジョン・ディキンソンとその追随者によって如何様な手段でも彼らの望む和解を追求する決議が通り、オリーブの枝請願が承認された。この請願書は当初トーマス・ジェファーソンによって起草されたが、ジョン・ディキンソンはジェファーソンの文章が攻撃的に過ぎていると考えてその大半を書き直した。ただし、結論の幾つかはジェファーソンが書いたものと同じままだった。請願書は7月5日に承認され、署名されて7月8日にロンドン宛て発送された。

## カナダ住民への手紙
1774年、イギリスの議会はケベック法と共に、アメリカの植民地人が「耐え難き諸法」と呼んだ法律を法制化した。ケベック法は幾つかの規定の中でもフランス系カナダ人がローマ・カトリックを信仰する権利を保証した。
カナダ住民への手紙とは、1774年に第一次大陸会議、1775年と1776年に第二次大陸会議によって書かれた3通の手紙であり、ケベック植民地住人と直接の交信を図るものだった。ケベックは元フランス領カナダに属しており、当時は代表を送る仕組みを持っていなかった。これらの手紙の目的は大勢のフランス語を話す人々をアメリカの独立推進派に付けることだった。その目的は結局達成されなかった。ケベックは他のイギリス領北方アメリカ植民地と共にイギリス側に留まった。これらの手紙で唯一得た重大な効果は1,000名に足りない2個連隊を徴兵できたことだった。

## フランスへの特命使節
1775年12月、フランスのヴェルジェンヌ伯爵シャルル・グラヴィエが、ジュリアン・アレクサンドル・アシャール・ド・ボンヴーロワールを密かにアメリカに派遣して大陸会議のことを探らせた。ボンヴーロワールは機密通信委員会のメンバーと会合した。
1776年初期、大陸会議の半公式任務を帯びてサイラス・ディーンがフランスに送られ、フランス政府がアメリカ植民地に財政的援助を与えてくれるよう画策した。ディーンはパリに到着すると直ぐにヴェルジェンヌやボーマルシェとの交渉を始め、ロドリゲス・ホルタレス会社を通じて多くの武器弾薬をアメリカに運ばせる約束をした。またディーンは大陸軍に従軍することになるという運命になった多くの軍人を徴兵した。その中にはラファイエット侯爵、ヨハン・ド・カルプ男爵、トマス・コンウェイ、カジミエシュ・プワスキおよびフリードリッヒ・ヴィルヘルム・フォン・シュトイベン男爵がいた。
ディーンは領収書や費用の管理が杜撰だったために1777年11月21日にアメリカに呼び戻される結果になった。
1775年にアーサー・リーがロンドンにおける大陸会議特派員に指名された。リーはスペインとプロイセンに反乱軍側への支援を取り付けるために特命使節として派遣された。ディーンやフランクリンと共にフランスへの共同使節にも指名された。
1776年12月、ベンジャミン・フランクリンがアメリカの使節としてフランスに派遣された。フランクリンはアメリカ合衆国を支持したジャック＝ドナティエン・ル・レイ・ド・ショーモンから寄贈されたパリ郊外のパッシーの家に住んだ。フランクリンは1785年までフランスに留まった。

## スタテン島和平協議
スタテン島和平協議はアメリカ独立戦争を終わらせるために仕組まれた短時間の会議だったが不成功に終わった。この協議は1776年9月11日にニューヨークのスタテン島で行われた。
1776年9月、イギリス軍がロングアイランドの戦いで勝利した後、リチャード・ハウ将軍が国王ジョージ3世の和平交渉委員代行に指名され、ジョン・アダムズ、ベンジャミン・フランクリンおよびエドワード・ラトリッジと議論を行うために会見した。ハウは当初これら3人と私人として会うつもりだった（ハウは戦前からフランクリンと面識があった）が、大陸会議の公式代表として認めよという要求に応じた。アメリカ側はいかなる交渉でもイギリスがアメリカの独立を認めることを主張した。ハウはその要求に応じる権限は無いと答えた。イギリス軍はキップス湾の上陸戦でその作戦行動を再開した。

## ピット砦条約
ピット砦条約は、デラウェア族（レナペ族）との条約あるいは第四次ピッツバーグ条約とも呼ばれ、1778年9月17日に署名されて、新生アメリカ合衆国とアメリカ・インディアンの部族（この場合はレナペ族）との文書による初めての条約となった。アメリカ独立戦争が行われた1775年から1783年の間に多くの非公式条約がインディアン部族との間に結ばれたが、正式な文書になったのはこれ1つだった。ペンシルベニア邦のピット砦、現在のピッツバーグ中心街となった場所で署名された。これは実質的に正式な同盟条約だった。インディアン部族の大半がイギリス側に付いたためにインディアンとの交渉は大半が不成功だった。

## フランスとの同盟条約
仏米同盟条約（アメリカでは単に同盟条約とも呼ばれる）はフランスとアメリカ合衆国政府を代表する第二次大陸会議との間の契約であり、1778年5月に批准された。
ベンジャミン・フランクリンはその魔法のような攻撃姿勢でヴェルジェンヌ伯爵と交渉し、秘密の借金やフランス人のボランティア以上にその支持を増そうとした。サラトガの戦いで大陸軍が勝利したことにより、フランスはイギリスの敵に対する同盟を正式なものにした。コンラッド・アレクサンドル・ジェラール・レイネヴァルがアメリカの代表であるフランクリン、ディーンおよびリーとの交渉にあたった。1778年2月6日に署名された同盟条約は、両者がイギリスから攻撃された場合に互いを助け合う防衛同盟だった。さらに、どちらの国も13植民地の独立が認められるまでロンドンとの和平に単独で応じないこととした。
フランスの戦略は大きな野望であり、イギリスへの大規模な侵略ですら考慮された。フランスは2年以内にイギリスを徹底的に打ち破り、七年戦争で大量に失ったものを取り戻せると考えた。
1778年3月、ジェラール・レイネヴァルはデスタイン提督の艦隊と共にアメリカに旅し、1778年8月6日に大陸会議でフランスからアメリカへの初代公認全権公使として最初の歓迎を受けた。

## カーライル和平使節
1778年、イギリスがサラトガの戦いで敗れた（1777年10月17日）後で、脅威の対象であるフランスがアメリカの独立を認知し、イギリスのノース首相は1778年2月に茶法とマサチューセッツ統治法を撤廃した。
ウィリアム・イーデンがジョージ・ジョンストンと共に組織し、第5代カーライル伯爵フレデリック・ハワードを長とする使節がアメリカとの問題解決交渉のために派遣された。しかし、米仏同盟の報せがロンドンに入った直後に出発した。
フィラデルフィアに到着した使節団は大陸会議に提案書を送付した。しかし、イギリス軍はフィラデルフィアを離れてニューヨークに向けて出発しており、大陸会議には使節団に権限が与えられていない独立の承認という点に固執する決意を固めさせた。
ジョンストンは大陸会議の代表数人を買収しようとし、カーライルが反フランス的コメントを出した後は、ラファイエットがカーライルに決闘を申し込んだ。
1778年11月27日、使節団はイギリスに戻った。

## スペインとの関係
スペインはアメリカ合衆国の同盟者ではなかった。ただし、少なくとも1776年にこの戦争全体では最も成功した指導者の一人であるルイジアナのスペイン総督ベルナルド・デ・ガルベスとアメリカとの間に非公式の同盟関係が存在した。1777年、新しい首相であるフロリダブランカ伯爵ホセ・モニーノ・イ・レドンドが権力を持ち、イギリスの自由主義的伝統の多くを利用する改革計画を持っていた。フランスは、ブルボン家が1713年にスペインの支配王家となって以来、設定された同盟であるブルボン家族盟約に依存していた。アランフエス条約が1779年4月12日に調印された。フランスはジブラルタル、フロリダおよびメノルカ島の奪取を援助することに同意した。1779年6月21日、スペインはイングランドに宣戦布告した。
スペインの経済はアメリカ大陸にある植民地帝国にほぼ全面的に依存しており、アメリカ合衆国が領土的に拡張することを心配していた。スペインはそのような心配を抱きながら、ジョン・ジェイが外交関係を築こうとしたことを頑固に拒絶した。スペインがアメリカ合衆国独立を承認したのは1783年2月3日のことであり、独立戦争の参戦国としては最後になった。

## 武装中立同盟
第一次武装中立同盟は1780年から1783年にヨーロッパの海軍小国が結んだ軍事同盟だった。これはイギリス海軍の戦時政策としてフランスの密輸に益する中立国の船舶を無制限に捜索したことに対して中立国の船舶を守ることが意図されたものだった。
ロシア帝国のエカチェリーナ2世が独立戦争中の1780年3月11日（グレゴリオ暦2月28日）に武装中立を宣言して第一次同盟を開始した。これは、武器や軍需物資を除き、中立国が交戦国の国民と支障なく海洋貿易を行う権利を保証したものだった。ロシアは全海岸の封鎖を認めようとはしなかったが、個々の港のみの封鎖は認め、また交戦国の戦闘艦が実際にいるか近くに居る場合も認めた。ロシア海軍はこの宣言を執行するために地中海、大西洋および北海に各1戦隊を派遣した。
デンマークとスウェーデンはロシアの中立同盟提案を受け入れ、船舶に対する同じ政策を採用し、この3カ国は同盟を形成する協定書に署名した。この3カ国はそれ以外のことでは戦争の局外に留まったが、交戦国に自国の船舶が捜索されたときは共同で報復すると脅しを掛けた。1783年のパリ条約で戦争が終わった時、プロイセン王国や神聖ローマ帝国、オランダ、ポルトガル王国、両シチリア王国およびオスマン帝国が同盟に加盟する国となっていた。
イギリス海軍はこれらの国の艦隊を合わせたよりも優勢だったので、軍事手段としてのこの同盟はエカチェリーナ2世が後に呼んだように「武装中立」だった。しかし外交的には大きな重みがあった。フランスとアメリカ合衆国は新しい原則である自由な中立通商に対して直ぐに遵守することを宣言した。第四次英蘭戦争を戦った両国はそれとなくオランダを同盟外においておくためのものとその戦争を考えていたが、イギリスが公式に同盟を敵国と認めることは無かった。
第一次武装中立同盟はその後のナポレオン戦争で第二次武装中立同盟として引き継がれたが、大局的には成功せず、コペンハーゲンの海戦でイギリスが勝利したことで終わった。

## オランダのアメリカ合衆国認証
1776年、ネーデルラント連邦共和国がアメリカ合衆国の国旗に敬意を表した最初の国となり、イギリスのオランダに対する疑念を増させることになった。1778年、オランダはフランスに対抗する戦争でイギリスの側に組み込まれることを拒否した。オランダはアメリカにとって主要な供給国だった。例えば1778年から1779年の13ヶ月間で、3,182隻の船舶が西インド諸島のシント・ユースタティウス島を通過した。イギリスがアメリカの反乱者のために武器を積んでいないか全てのオランダ船を捜索し始めたとき、オランダは公式に武装中立政策を採用した。イギリスはオランダが公式に武装中立同盟に加わることのできる前の1780年12月に正式に宣戦布告した。このことが第四次英蘭戦争を引き起こし、イギリスの資源を分散させることになったが、究極的にはオランダの退潮を確認させることになった。
1782年、ジョン・アダムズはオランダの銀行家と戦時物資のための200万ドル借入を交渉した。3月28日、アダムズやオランダのパトリオット政治家ジョン・ヴァン・デア・カペレンによって組織されたアメリカ側のための請願運動の後で、オランダはアメリカの独立を承認し、その後に通商友好条約に署名した。

## スウェーデンのアメリカ合衆国認証
1783年、スウェーデン王国はアメリカ合衆国に中立国として最初にアメリカ合衆国を承認した。スウェーデンは武装中立同盟に参加したが、独立戦争の局外にあった（ただしスウェーデン王グスタフ3世は当初、専制君主的な考えからイギリスを支持していたため、義勇軍がイギリス側に参加していた）。スウェーデンにとって重要なことは、中立国船舶の航行の自由であり、イギリスによってその中立貿易が阻害されたことが武装中立同盟参加の動機となった。しかしスウェーデンは17世紀半ばにフランスと同盟を結んでおり、スウェーデン将校の多くはフランス海軍で勤務し、独立戦争にも参加していた。このため、フランスの視点からアメリカの動向を認識することが出来たのである。同時にこの戦争は、スウェーデンにとって貿易と海運業の機会の拡大を意味した。スウェーデンは1655年に新世界のニュースウェーデンを喪失して以来、大西洋を越えて関わりを持ったことは無かった。独立戦争はスウェーデンに新たな選択肢をもたらすこととなった。それは旧植民地との直接貿易であり、新生アメリカやカリブ海地域への経済的進出という道であった（1784年にフランスとスウェーデンのヨーテボリの貿易権と引き換えにサン・バルテルミー島を取得）。
デンマークやスウェーデンは中立国であったが、国際的地位は脆弱で、そのために参戦に対するリスクは非常に大きかった。しかし中立したことでそのメリットは非常に大きく、特に戦争中は、列強の間で中立海運国として機能した。しかし戦争終結後は、スウェーデンにとって期待とは裏腹にアメリカとの貿易はほとんど効果をもたらさなかった。西インド諸島貿易とも競合することとなり、この地域でのスウェーデンの海運業の促進は、新生アメリカの海洋国としての発展を待たなければならなかった。
交渉はフランスで行われ、1783年4月3日にパリで締結された（アメリカ・スウェーデン友好通商条約）。アメリカは、スウェーデンが国家として独立戦争に関与していないことを評価した。この条約は、両国の友好関係の締結と同時に通商法も含まれており、書面は両国の最恵国待遇の承認や全ての船舶・貨物の両国の相互保護などで構成され、在フランスアメリカ合衆国全権公使兼在スウェーデンアメリカ合衆国全権公使ベンジャミン・フランクリンと在フランススウェーデン大使グスタフ・フィリップ・クロイツによって署名された。

## パリでの和平の動き

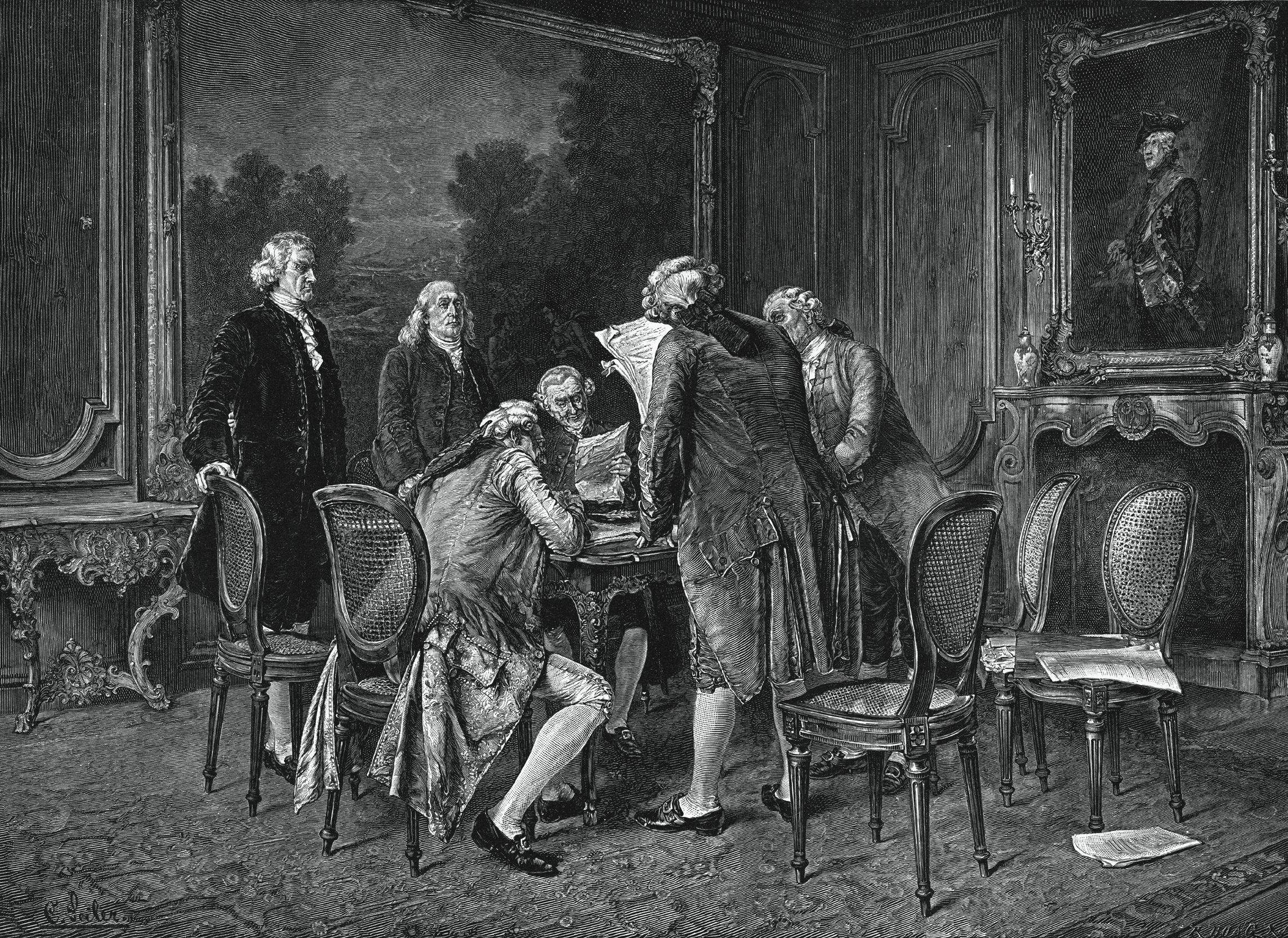
パリでの予備条約の署名、1782年11月30日

パリでの和平の動きは、アメリカ独立戦争を終わらせた一連の条約となった。1781年6月、大陸会議はイギリスとの交渉を行うための和平使節団を指名した。1782年11月30日、和平予備条項がリチャード・オズワルドとアメリカ合衆国代表によって調印された。

### 交渉への道
ヨークタウンの戦いでコーンウォリス卿が降伏したという報せは1781年11月下旬にイギリスに届いた。これはイギリスの議会が翌年の軍事費について議論を始めるすぐ前にあたった。急遽予算が組み替えられて、アメリカにそのときあった軍隊をそのレベルで維持することとしたが、カリブ海やジブラルタルでのフランスやスペインからの攻撃に対して防衛するという新しいアプローチのために「攻勢」という政策は放棄することになった。

### 交渉経過
それ故に、「攻勢の無い戦争」という政策を立て、アメリカ人との和平協議を始めるための決断がなされた。先ずアメリカ合衆国とフランスの間の同盟条約で規定された目的は、具体的にアメリカ合衆国の独立を維持することだった。第2に、アムステルダムからの帰途に捕まえ、ロンドン塔の2間続きの小さな部屋に押し込めていたアメリカ人使節、ヘンリー・ローレンスとの非公式交渉が既に1年以上にわたって続いていた。パリに派遣されたイギリスの交渉使節はヘンリー・ローレンスと昔から奴隷貿易で共同経営者だったリチャード・オズワルドであり、ロンドン塔を訪れた者の一人だった。フランクリンとの最初の会談は、イギリスがカナダをアメリカに渡すべきという提案になった。

### イギリス政府の再度の変化
7月1日、イギリス政府の名目上の首班だった第2代ロッキンガム侯爵チャールズ・ワトソン＝ウェントワースが急死し、第2代シェルバーン伯爵ウィリアム・ペティが後継とならざるを得ず、そのことでチャールズ・ジェームズ・フォックスの辞任に繋がり、議会の反戦ホイッグ党が大きく割れることになった。これにも拘らず、交渉の続きはシェルバーンの素直でない指導力の下で続けられることになった。例えば、ジョージ・ワシントンにイギリスは前提条件無しにアメリカの独立を受け入れると述べた手紙を送るために大西洋を渡る時間が大いに掛かるという利点を利用し、オズワルドがパリに戻ってフランクリンやその仲間（ジョン・ジェイはこの時までにスペインから戻っていた）と交渉する時にそのような約束をする権限を与えていなかった。

### 外交操作
フランクリンはその夏の終わりごろに痛風を患っていたが、ジョン・ジェイが9月にレイネヴァルによってフランスがイギリスに送った機密使節団のこと、およびフランスの漁業の事情を知った時、シェルバーン自身に伝言を送ってなぜフランスとスペインからの多大な影響力を避けるべきかについて詳細に説明した。同じ頃、オズワルドはアメリカとの交渉使節の条件として13のいわゆる植民地が自分達のことを「合衆国」と呼ぶことを認めるよう幾らか言葉を変えてよいか求めていた。9月24日頃、アメリカ人はこれがなされたという伝言を受け取った。

### 取引に対するイギリスの反応
和平の条件の中でも特にアメリカとの条約に提案されたものは、イギリスの中に政治的な嵐を引き起こした。北西部領土とニューファンドランドでの漁業権を譲渡すること、および特に各州がないがしろにするであろう条項によってロイヤリストを明白に見捨てることは議会で糾弾された。最後のポイントは最も容易に解決された。戦争を続けないことで出費を抑えられるイギリスの税収入がロイヤリストの補償に使うことができることになった。それでも1783年2月17日とさらには21日、議会で条約に反対する動議が成立し、2月24日はシェルバーン伯爵が辞任して、5週間というものイギリス政府は指導者が不在の状況が続いた。最終的にロッキンガム侯爵を前年に選んだものに類似した解決案が見つかった。政府は名目上ポートランド公爵ウィリアム・キャヴェンディッシュ＝ベンティンクによって指導されるものとし、2人の国務大臣はチャールズ・フォックスとこともあろうにノース卿が引き受けることになった。オズワルドは新しい交渉者デイビッド・ハートリーと入れ替わることになったが、アメリカ人は条約が大西洋を2度も渡って大陸会議に承認されなければならないこともあって、条約のいかなる修正も認めることを拒んだ。それ故に1783年9月3日、パリのハートリーのホテルで、前年の11月にオズワルドとの間に合意されていた条約に正式な署名が行われた。ヴェルサイユではフランスおよびスペインとの間に別の条約が締結された。

## パリ条約

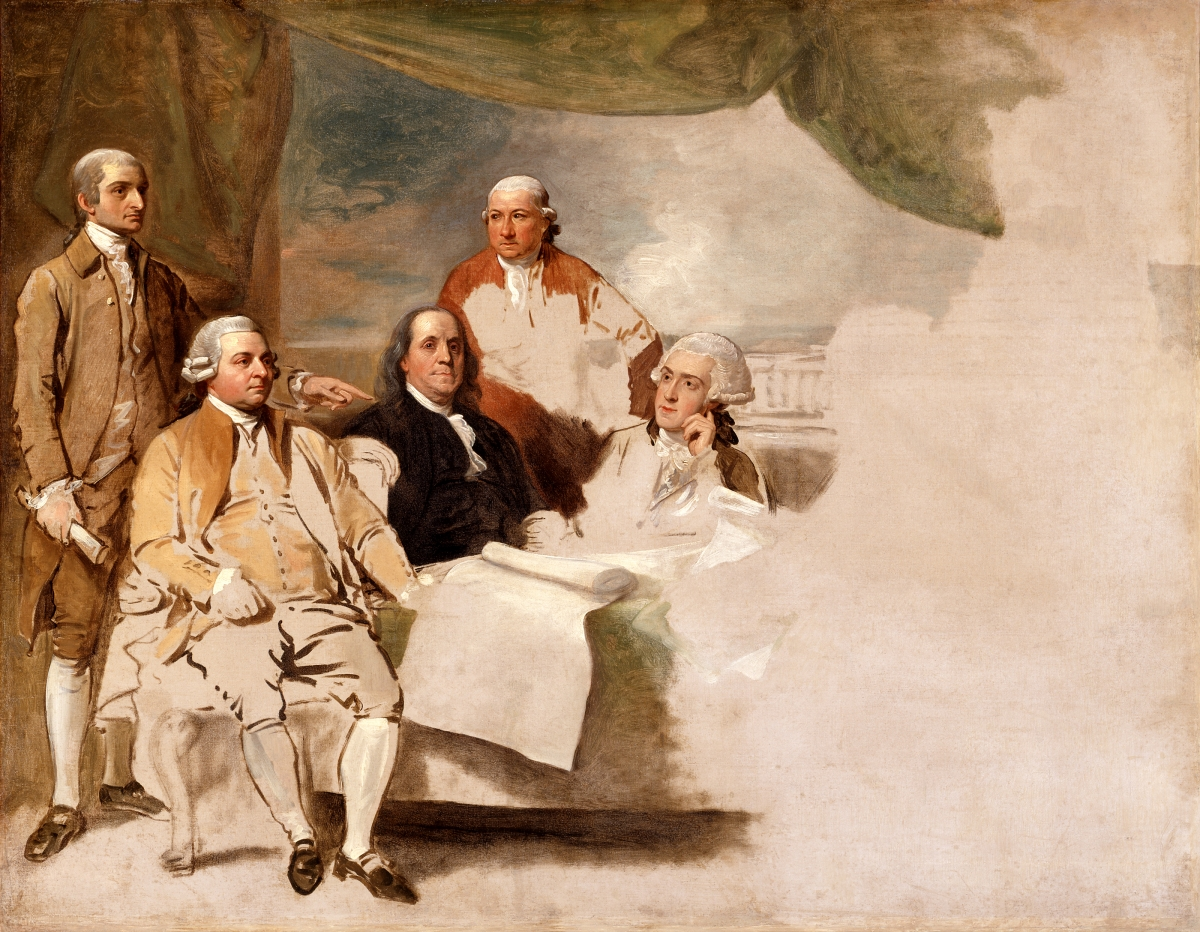
ベンジャミン・ウエストが描いたパリの代表団、ジョン・ジェイ、ジョン・アダムズ、ベンジャミン・フランクリン、ヘンリー・ローレンスおよびウィリアム・テンプル・フランクリン。イギリスの代表はポーズを取ることを拒否し、この絵が完成を見ることは無かった。

1783年9月3日に署名されたパリ条約は1784年1月14日に連合会議によって、また同年4月9日にイギリス王ジョージ3世によって批准され、批准書は同年5月12日にパリで交換され、正式にイギリスと1775年からイギリスの統治に対して反乱を起こしていたアメリカ合衆国との間のアメリカ独立戦争を終わらせた。他の交戦国であるフランス、スペインおよびオランダは別々の合意に至った。

## 合意事項
この条約は現在パリ市ジャコブ通り56番にあるオテル・ド・ヨークで、アメリカ合衆国を代表するジョン・アダムズ、ベンジャミン・フランクリンおよびジョン・ジェイとイギリス国王ジョージ3世の代理であるイギリス議会のデイビット・ハートリーによって署名された。ハートリーはこのホテルに泊まっており、ジャコブ通り44番にあるイギリス大使館に近いということから署名のための「中立の」地として選ばれた。
9月3日、イギリスはフランスとスペイン、および暫定ではあるがオランダと別の合意に署名した。スペインとの条約では東フロリダと西フロリダの植民地（その北の境界が明確に規定されておらず、1795年のマドリード条約で解決される領土紛争に繋がった）と共にメノルカ島がスペインに割譲され、一方フランスとスペインに占領されていたバハマ諸島、グレナダおよびモントセラトはイギリスに返還されることになった。ヴェルサイユで行われた調印式には、イギリスの第4代マンチェスター公ジョージ・モンタギューとスペインのアランダ伯が出席した。フランスとの条約では大半が占領した領土の交換についてだったが（フランスが純粋に得たものはトバゴ島とアフリカのセネガルだけだった）、以前の条約を補強もして、ニューファンドランド島沖での漁業権を保証した。オランダは1781年に占領された東インド諸島の占有部が、オランダ領東インドでの交易権と引き換えにイギリスからオランダに返却された。
アメリカの連合会議は1784年1月14日にパリ条約を批准して、その写しが関係国の批准を求めてヨーロッパに送り返され、最初に3月にフランスに届いた。イギリスの批准は同年4月9日であり、批准された文書が同年5月12日にパリで交換された。しかし、通信手段の欠如のためにアメリカが自国でその報せを受け取ったのは暫く経ってからだった。
1782年11月30日に作られ、1783年4月15日に連合会議に承認された予備条項に基づき、この条約は正式にイギリスと1776年7月4日に13植民地が独立宣言を行って創られたアメリカ合衆国との間の戦争を終わらせた。

## 条約締結の後
アメリカがイギリスから受け取った主権によって自動的に植民地状態が消滅した。同時に地中海におけるバーバリ海賊からの保護も無くなり、バーバリ戦争に繋がった。アメリカの各州は連邦の推奨である第5条を無視してロイヤリストの財産没収を再開し、第6条の侵犯、すなわちロイヤリストの財産を「未払い負債」として押収した。幾つかの州、特にバージニア州は第4条も受け付けず、イギリスの債権者への負債の返済に対抗する法律を維持した。個々のイギリス兵は第7条の規定である奴隷制の廃止について無視した。
北アメリカの実際の地形は、条約のカナダとの国境に関する詳細と合わないことが分かった。条約ではアメリカ合衆国の南側境界を規定したが、別の英西合意ではフロリダの北の境界を規定しておらず、スペイン政府はその境界がフロリダ領土をイギリスに初めて渡した1763年合意と同様であるとみなした。その論争が続く間、スペインのその新しいフロリダ支配では第8条を無視してアメリカがミシシッピ川に近付くことを妨害した。
五大湖地域では、イギリスが「あらゆる可能な速度で」その支配を放棄すべきとした規定を大変緩やかに解釈した。というのもその地域をアメリカ合衆国の支配外のままとしていながら、条約の中では完全に無視されたインディアンと交渉する時間が必要だったからである。その交渉が終わった後でも、イギリスは押収されたロイヤリストの資産に対する補償を得たいと考えて、取引材料としてその地域の支配を続けた。この事態は1794年のジェイ条約で最終的な決着が付けられ、アメリカは1787年の新憲法成立と1794年のフォールン・ティンバーズの戦いでの勝利によって、これら全ての点での取引能力が大きく強化された。

## その後のできごと
- 1784年、イギリスはアメリカとの貿易を許可したが、アメリカの幾つかの食糧品を西インド諸島に輸出することを禁じた。一方イギリスのアメリカへの輸出額は370万ポンドに達したのに対し、輸入額はわずか75万ポンドだった。この不均衡はアメリカ合衆国における金（きん）不足を生じた。
- 1784年、ニューヨークを本拠にする商人が中国貿易を開始し、セイラム、ボストンおよびフィラデルフィアが後に続いた。
- 1785年、ジョン・アダムズがイギリスのセントジェームズ宮殿に対する初代公使に指名され、在フランス公使はフランクリンからジェファーソンに交代した。
- 1789年、スペインとのジェイ＝ガルドキ条約で、スペインに30年間ミシシッピ川の排他的航行権を認めたが、西部の反対のために批准されなかった。
- 1793年から1815年の間、世界的な戦争であるナポレオン戦争がイギリスとフランス（およびその同盟国）との間に起こった。
- 1793年4月25日、ワシントンはヨーロッパの交戦国の間でアメリカ合衆国の中立を宣言する声明を発した[34]。アメリカは1812年まで中立を続け、交戦する両側と交易を続けたが両側から嫌がらせも受けた。
- 1794年、ジョージ・ワシントンは26歳のジョン・クィンシー・アダムズを在オランダ公使に指名し、1796年には在ポルトガル大使にした。
- 1795年、ジェイ条約でイギリスとの戦争を回避し、10年間のイギリスとの平和的貿易を解したが、中立問題は解決できなかった。イギリスは最終的に西部の砦を明け渡し、南北の境界と負債は調停で片付けた。この条約はアメリカ合衆国上院で修正され激しい反対があった後でやっと承認された。これは第一政党制の形成に繋がる大きな問題になった。
- 1796年、マドリード条約でスペイン領フロリダとルイジアナの境界が定義され、ミシシッピ川の航行権を保証した。
- 1797年、トリポリのバルバリアとの間で和平を結ぶトリポリ条約が署名され、6月10日のジョン・アダムズ大統領の署名によって法制化された。アメリカはその政府が起源と習慣において無宗教であると言ったが、この条約は1801年にトリポリのパシャによって侵犯され、第一次バーバリ戦争に繋がった。
- 1797年にフランス外交官による侮辱とフランスからの戦争の脅しによってXYZ事件が起こった。1798年から1800年、革命フランスとの宣戦布告なき海軍戦争である擬似戦争が悪化した。
- ジョン・アダムズは1797年に息子のジョン・クィンシー・アダムズを在プロイセン公使に指名した。そこでアダムズはプロイセンの外務大臣フィンケンシュタイン伯カール＝ヴィルヘルム・フィンクと交渉し大変革新的なプロイセン＝アメリカ友好通商条約の改訂版に署名した[35]。